# Měkkýši
Měkkýši (Mollusca) patří mezi bezobratlé živočichy. Po členovcích se jedná o nejpočetnější živočišný kmen čítající asi 135 000 druhů. Jejich vědecký název je odvozen od latinského slova molluscus, což znamená měkký oříšek.
Základní společné znaky měkkýšů odlišující je od ostatních kmenů:
- útrobní vak – v něm je většina vnitřních orgánů
- plášť vylučuje vnější vápenitou schránku, která je někdy redukovaná
- radula (redukovaná u mlžů)

Měkkýši jsou dvoustranně souměrní (bilaterálně symetričtí) nebo sekundárně asymetričtí. Jsou to coelomoví (Eucoelomata) nečlánkovaní (Anarticulata) živočichové (společně s kmeny sumýšovci a rypohlavci; všichni ostatní coelomoví jsou článkovaní). Coelom byl ale z větší části redukován a hlavní tělní dutina je hemocoelom. Nemají končetiny.
Věda zkoumající měkkýše se nazývá malakologie nebo též malakozoologie a odborníci na měkkýše jsou malakologové. Schránkami měkkýšů se zabývá konchologie.

## Evoluční význam

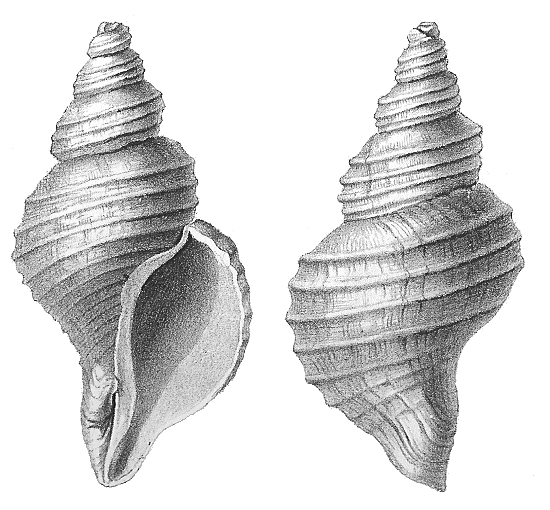
Fosilie plže Neptunea despecta nalezena poblíž Antwerp

V geologické minulosti naší planety hrály některé skupiny měkkýšů ještě významnější roli než dnes. Mezi velmi početné a druhově rozmanité skupiny patří například belemniti a především pak amoniti, charakterističtí svými většinou výrazně zatočenými schránkami. Amoniti byli v druhohorách natolik početní, že sehráli úlohu tzv. indexových fosilií. Objevili se již ve starších prvohorách před více než 400 miliony let (máme-li na mysli skupinu Ammonoidea) a vyhynuli krátce po hromadném vymírání na konci křídy, zhruba před 65,5 miliony let.

## Anatomie
Hlavní článek: Anatomie měkkýšů
Jako bezobratlí živočichové nemají vnitřní kostru.
Tělo se dělí na hlavu, nohu a útrobní vak. Útrobní vak obsahuje orgány a je kryt kožním záhybem tzv. pláštěm, jehož pokožka vylučuje na povrch schránku z uhličitanu vápenatého. U plžů se schránka nazývá ulita a u mlžů lastura. U některých zástupců je schránka redukovaná např. u sépií na sépiovou kost a u některých úplně chybí např. u chobotnic.
U celého kmene se vyvíjejí ze tří zárodečných listů orgánové soustavy:
- nervová soustava je gangliová (ganglium je shluk nervových buněk). U hlavonožců vzniká splynutím komplexů ganglií jednoduchý mozek (avšak nejsložitější ze všech měkkýšů).
- vylučovací soustava (1, 2 nebo 4 ledviny metanefridiálního typu = metanefridium)
- oběhová soustava je otevřená. Pouze u hlavonožců je uzavřená.
- dýchací soustava – suchozemští nejčastěji plícemi (prokrvená stěna plášťové dutiny), vodní žábrami nebo tzv. vodními plícemi

## Metabolismus
Hlavní článek: Metabolismus měkkýšů
Měkkýši patří mezi živočichy s nestálou tělesnou teplotou (studenokrevní, poikilotermní, ektotermní). Ti mají asi řádově nižší velikost metabolismu vztaženou na jednotku hmotnosti než teplokrevní. Metabolismus plžů je přímo úměrný tělesné hmotnosti.

## Ontogenetický vývoj

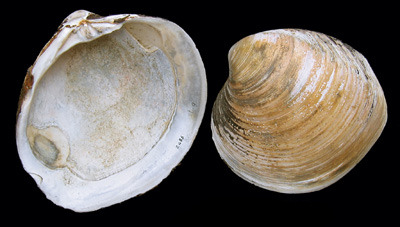
arktika islandská (Arctica islandica) je nejdéle žijící druh živočicha

Hlavní článek: Ontogenetický vývoj měkkýšů
Rozmnožují se pohlavně. Jsou mezi nimi hermafrodité i gonochoristé.
Měkkýši se líhnou z vajíček. Někteří jsou živorodí.
Vývoj je (podle druhu měkkýše) buď přímý (tzn. malý plž po vylíhnutí podobný dospělci a jenom roste) nebo nepřímý (přes larvu):
- vývoj přímý
- vývoj nepřímý
  - trochofora (praeveliger) → veliger (většina mořských plžů)
  - larva veliger u mořských plžů, běžně u mořských mlžů a některých sladkovodních mlžů, kteří přešli z moře, např. rod Dreissena
  - larva glochidium u velkých sladkovodních mlžů

Bylo zjištěno, že mořský mlž arktika islandská (Arctica islandica) se dožil 405 (až 410) let, čímž se jedná o jednoho z nejdéle žijících živočichů.

## Ekologie
Hlavní článek: Ekologie měkkýšů
Skoro všechny třídy měkkýšů žijí v moři. Někteří mlži žijí také ve sladkých vodách. Plži žijí buď ve slané nebo sladké vodě nebo na souši.
Hlavonožci jsou draví. Plži jsou většinou býložraví nebo všežraví. Někteří plži jsou zemědělsky významní škůdci. Někteří plži jsou draví. Mlži jsou filtrátoři.
Měkkýši jsou důležitou součástí potravy jiných živočichů včetně člověka. Plži často fungují v přírodě jako mezihostitelé motolic.

## Systém a fylogeneze

### Základní systematické členění
Zástupci kmene se v současných (rok 2025) systémech řadí zpravidla do 8 recentních a jedné vyhynulé třídy dobře podpořené ve fosilním záznamu:
Caudofoveata (Chaetodermomorpha; červovky) je nepočetná (180 druhů) skupina mořských měkkýšů červovitého těla o délce 2 mm až 15 cm pokrytého chitinovou kutikulou s jehlicemi nebo šupinami. Zavrtávají se se svým štítem v písku nebo bahně; noha úplně vymizela. Prostřednictvím radulárních zubů nebo modifikovaného klešťovitého radulárního aparátu se živí převážně dírkonošci. Oplození probíhá ve volné vodě, larvy (modifikované trochofory) jsou lecitotrofní, tedy využívají zásob předaných od matky pro podporu jejich vývoje a nejsou schopny se živit vnější potravou.
Solenogastres (Neomeniomorpha; rýhonožky) je malá (280 druhů) skupina mořských měkkýšů červovitého těla o délce těla 1 mm až 30 cm pokrytá chitinózní kutikulou s aragonitovými jehlicemi nebo šupinami. Většinou se plazí pomocí úzké nohy po bahně nebo lezou po žahavcích, na kterých se živí svými radulárními zuby. Rozmnožování probíhá kopulací, larvy (modifikované trochofory nebo larvy perikalymového typu pokryté ochrannou vrstvou obrvených buněk) jsou lecitotrofní.
Polyplacophora (Loricata; štítkonošci, chroustnatky) zahrnuje asi 1000 mořských druhů o délce těla 3 mm až 30 cm. Široká, přísavkovitá noha je obklopena lemem pláště, který může také obsahovat žábry. Hřbetní povrch je chráněn osmi za sebou umístěnými skořepinovými destičkami, které jsou obklopeny pásem aragonitových šupin nebo jehlic. Většina druhů je herbivorních nebo detritovorních, k příjmu potravy používá svůj silný struhadlovitý jazyk (radulu). Oplození probíhá ve volné vodě, vedoucí k malému počtu mláďat, larvy (trochofory) jsou lecitotrofní.
Monoplacophora (přílipkovci, vyhynulí až na recentní řád Tryblidia) zahrnují mnoho fosilních taxonů, ale recentních druhů je známo jen necelých 30. Jsou 1–40 mm dlouzí a žijí v hloubce asi 200 m až 7000 m. Přísavkovitou nohou, obklopujícím plášťovým lemem s žábrami i způsobem obživy se podobají štítkonošcům; hřbetní strana je však chráněna jedinou pravou lasturou miskovitého tvaru.
Cephalopoda (hlavonožci) zahrnují více než 30 000 vyhynulých, ale pouze asi 1 000 recentních druhů, které jsou výhradně mořské a dosahují délky těla 3 cm až 7 m (s chapadly až 18 m). Nautiloidea a Ammonitoidea mají vnější schránky, všichni ostatní (Coleoidea) mají vnitřní, zmenšené nebo druhotně úplně vymizelé schránky. Mají hlavu s velkýma očima, typicky 8 nebo 10 chapadel (nebo až 80 u loděnek) pro zachycení kořisti – všichni jsou aktivní dravci. Noha je přeměněna na chlopně srostlé v nálevku umožňující reaktivní pohyb. Oplodnění je vždy vnitřní, vývoj z velkých, žloutkových vajec je přímý, bez larvárního stadia.
Bivalvia (Pelecypoda, Lamellibranchia; mlži) zahrnují více než 20 000 existujících druhů o velikosti od 1 mm do více než 150 cm, které žijí ve všech druzích mořských a sladkovodních biotopů. Kromě schránky rozdělené na dvě miskovité lastury a úplné absence ústního ústrojí jsou mlži pozoruhodně rozmanití morfologicky i způsobem obživy. Většina žije u dna nebo v norách v měkkém dně, někdy i ve vápenci, pískovci nebo dřevě (sášně). Oplození je většinou vnější. Larvy jsou zpravidla lecitotrofní (trochoforovité) nebo planktotrofní (veligerové) larvy, u velkých sladkovodních mlžů je larvou glochidium.
Scaphopoda (kelnatky) je malá (800 druhů), čistě mořská skupina živočichů s typickou schránkou podobnou slonímu klu o velikosti 2 mm až 20 cm. Zavrtávají se svou kuželovitou nohou do písku nebo bahna. Potravu, kterou tvoří převážně dírkonošci, přijímají s pomocí četných niťovitých hlavových chapadel. Oplození probíhá ve volné vodě, trochoforovité larvy jsou lecitotrofní.
Gastropoda (plži) jsou zdaleka nejrozmanitější skupinou měkkýšů s asi 100 000 druhy (0,5 mm až 100 cm dlouhými), které obývají všechna mořská, sladkovodní a suchozemská stanoviště. Mají jednu hřbetní morfologicky velmi variabilní schránku (někdy druhotně úplně vymizelou), která je jako celý útrobní vak a plášť otočena o 180° (zezadu dopředu), volně pohyblivou hlavu s očima a výraznou nohu, ale ve fenotypovém projevu všech těchto znaků existují četné výjimky. Vyskytují se u nich rozličné životní styly (detritovorní, býložravý, predátorský, ekto- i endoparazitický) a různé způsoby reprodukce (oplození vnější i vnitřní, pomocí kopulačních orgánů či spermatoforů).
†Rostroconchia (rostrokonchie, rostrokonchy) jsou vyhynulou třídou měkkýšů, která se ve fosilním záznamu objevuje ještě před plži i mlži. Vykazují kombinace znaků mlžů a kelnatek a jsou tak důležitou indicií podporujícím přirozenost jejich společného kladu (Diasoma). Mohou být fylogeneticky blízcí kelnatkám nebo mít hlubší původ jakožto předchůdci či sesterská skupina kladu Diasoma.
Další potenciální vyhynulé třídy mohou mít sice oficiální popis, ale pro skutečné uznání nemají dostatečnou podporu buď vzhledem k neprokázané přirozenosti, oddělenosti od ostatních tříd či neprokazatelné příslušnosti ke kmeni měkkýši na základě kusého nebo nejednoznačného fosilního záznamu. Častěji uváděné příklady: 
- †Helcionelloida (helcionellidi) byli původně (rok 1975) popsaní jako řád a v r. 1991 povýšení na třídu. V novějších systémech však status třídy zpravidla ztratili a bývají řazeni jako vnitřní řád Helcionellida/Helcionelliformes třídy Gastropoda (plži), vyhynulé podtřídy †Archaeobranchia.[9][10][11]
- †Paragastropoda byli navrženi v r. 1974 na základě paleozoických spirálovitých inverzně vinutých schránek a jejich funkční analýzy, která vyloučila zařazení do plžů i přílipkovců. Pozdější analýzy některých podřazených taxonů ukázaly vzdálenou příbuznost s plži, a tak chybí solidní podpora, aby mohli být paragastropodi považovaní za přirozenou skupinu. V moderních taxonomických systémech se již neuvádějí.[12][13]

První dvě recentní třídy, tj. červovky a rýhonožci, bývaly často spojovány do jediné třídy Aplacophora (červovci) a samostatně pak považovány za podtřídy.

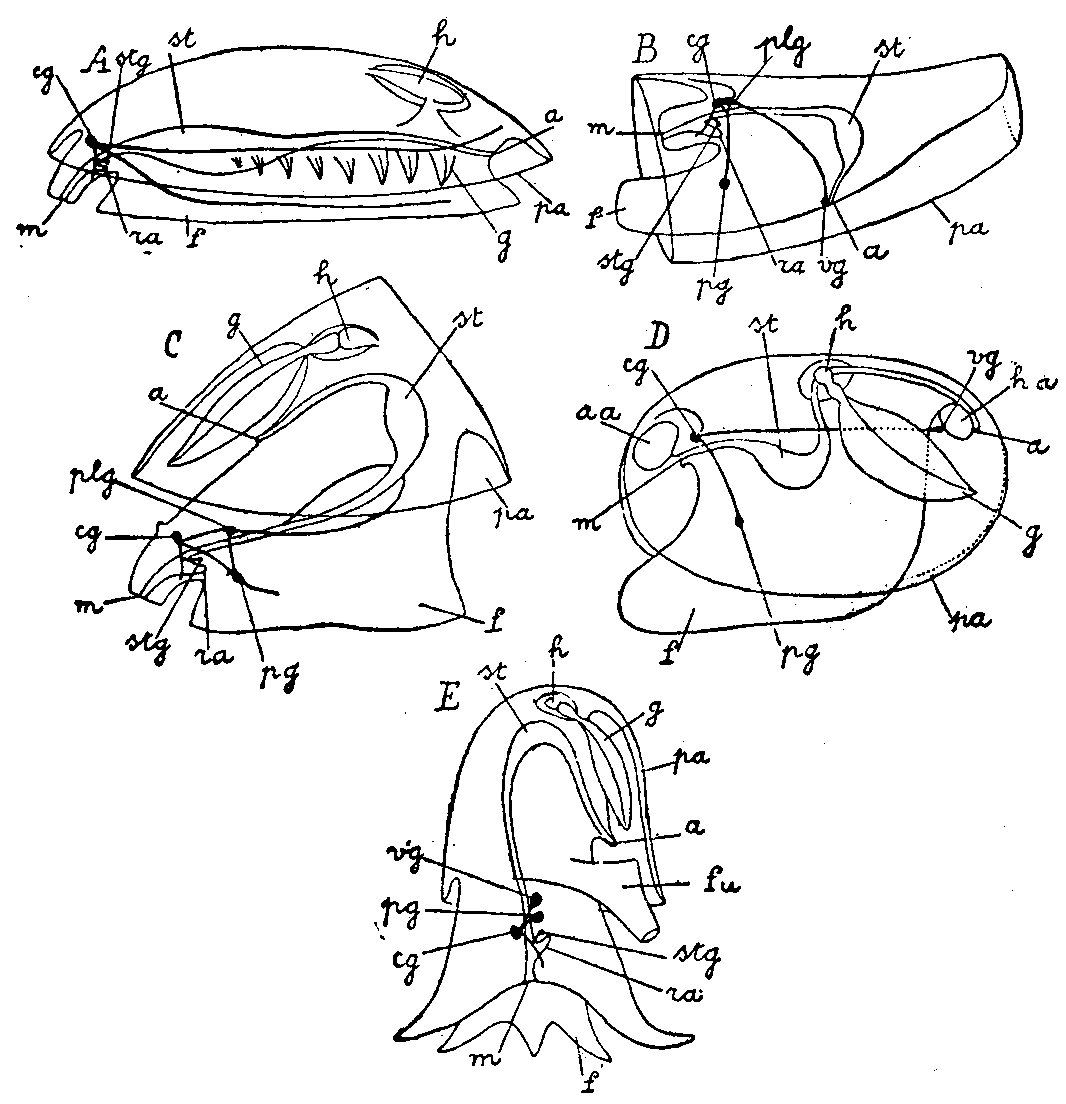
Analogie tělních plánů u jednotlivých tříd schránkovců. Shora zleva: přílipkovci, kelnatky; plži, mlži; hlavonožci.

 Na základě stále lépe vyjasňovaných fylogenetických vztahů se třídy sdružují do dvou velkých skupin (v systémech s tradičními taxonomickými kategoriemi zpravidla deklarovaných jako podkmeny):
Aculifera (Amphineura; paplži) zahrnují červovky, rýhonožce a štítkonošce. Plášť je pokrytý (aspoň částečně) kutikulou, ve které jsou ukotveny aragonitové jehlice nebo šupiny.  
Conchifera (schránkovci) zahrnují přílipkovce, mlže, kelnatky, plže a hlavonožce. Mají pravou hřbetní schránku (která se začíná tvořit přinejmenším v rané fázi ontogeneze, v dospělosti může být úplně redukována), tvořenou vnější organickou vrstvou (periostracum) a různými mineralizovanými vrstvami pod ní.

### Taxonomický systém
Moderní systémy (Encyclopedia of Life, Integrated Taxonomic Information System, apod.) zpravidla vycházejí z výše uvedených představ o klasifikaci měkkýšů a zpravidla je člení na 9 tříd. V následujícím přehledu jsou pro úplnost doplněny i některé vyšší taxony (dostatečně spolehlivě podložené aktuálními fylogenetickými analýzami).
- Kmen: Mollusca Cuvier, 1795 – měkkýši
  - Podkmen: Aculifera Hatschek, 1891 (syn. Amphineura) – paplži
    - Třída: Polyplacophora de Blainville, 1816 – štítkonošci

    - Nadtřída: Aplacophora von Ihering, 1876 – červovci
      - Třída: Caudofoveata Boettger, 1956 (syn. Chaetodermomorpha) – červovky
      - Třída: Solenogastres Gegenbaur, 1878 (syn. Neomeniomorpha) – rýhonožky

  - Podkmen: Conchifera Gegenbaur, 1878 – schránkovci
    - Třída: Monoplacophora Odhner, 1940 – přílipkovci
    - Třída: Cephalopoda Cuvier, 1795 – hlavonožci
    - Třída: Gastropoda Cuvier, 1795 – plži
    - Třída: Bivalvia Linnaeus, 1758 – mlži
    - Třída: Scaphopoda Bronn, 1862 – kelnatky
    - Třída: †Rostroconchia Pojeta, Runnegar, Morris & Newell, 1972 – rostrokonchy

### Vnitřní fylogenetické vztahy
Komplexní fylogenetická studie 77 genomů recentních měkkýšů z r. 2025 snad vyřešila otevřené otázky vzájemných příbuzenských vztahů hlavních skupin měkkýšů a umožnila vytvořit fylogenetický strom do úrovně čeledí. Její spolehlivost podporuje fakt, že je na úrovni tříd a zpravidla i fylogenetických vztahů mezi jejich vnitřními řády v souladu s nezávislou přehledovou studií ze stejného roku, integrující i výsledky studií fosilních zástupců na základě morfologických, anatomických (struktura schránek, vnitřní struktura orgánů, zejména střev a nervové soustavy) a embryologických aspektů.
Model primárního dělení měkkýšů na Aculifera a Conchifera byl původně navržený už v 19. století za účelem oddělení červovců (Aplacophora) bez schránky a štítkonošců (Polyplacophora) se schránkami složenými z destiček od ostatních tříd měkkýšů s pravou ulitou; později tato hypotéza získala podporu a nově posilovala díky studiím rané ontogeneze červovců, nálezům fosilních červovců, a molekulárním fylogenetickým studiím i s dodatečným zahrnutím nově objevených recentních přílipkovců. Je potvrzována ve všech zásadních studiích a přehledových článcích k fylogenezi měkkýšů od cca r. 2010.
Jako překonané se jeví hypotéza primárního dělení měkkýšů na Aplacophora a Testaria (Conchifera rozšířená o  štítkonošce), dříve morfologicky podporované hypotézy primárního dělení buď na Scutopoda (pouze červovky) a Adenopoda, nebo na rýhonožky a Hepagastralia či na Dorsoconcha (plži, mlži, přílipkovci a štítkonošci) a Variopoda (hlavonožci, kelnatky a červovci)  případně starší hypotéza primárního oddělení Serialia (Monoplacophora+Polyplacophora).
V rámci kladu Aculifera se potvrzuje přirozené seskupení červovek a rýhonožek, předpokládané od prvního popisu červovců (Aplacophora) jako třídy, dnes zpravidla rozdělované do dvou.
Nejasnost však dlouho zůstávala ve vnitřním uspořádání kladu Conchifera, ke kterému poskytovaly fylogenetické studie rozdílné, vzájemně neslučitelné hypotézy, zejména pokud byly založeny jen na morfologických znacích či prvotních molekulárních analýzách ribozomálních genů. Ani molekulární analýzy založené na datech z transkriptomů či mitochondriálních genomech nebyly v podpoře topologie fylogenetického stromu dostatečně spolehlivé a ve spojení s morfologickými znaky a zejména s fosilním záznamem dávaly vzájemně rozporné výsledky. Pokrok přineslo až získání dostatečných dat z jaderných genomů, která umožnilo mnohadruhové vzájemné srovnání pomocí tzv. BUSCO (Benchmarking Universal Single-Copy Orthologs) genů. Jistou stabilitu, danou shodou fylogenetických studií založených na rozdílných metodikách, tak získaly fylogenetické představy až ve 20. letech 21. století.
Podle nich se v rámci Conchifera nejprve oddělili přílipkovci (třída Monoplacophora); molekulárně je to potvrzeno přinejmenším pro recentní přílipkovce představované řádem Tryblidiida a pravděpodobně to platí pro celou podtřídu Tergomya (syn. Pilinea). Ostatní, vyhynulé podtřídy přílipkovců (†Cyrtolitiones, †Cyrtonelliones, †Eomonoplacophora), pro které není možno použít molekulární analýzy, se mohly odvětvovat odděleně od linie Tryblidiida. Dosud není úplně vyloučena ani možnost, že se přílipkovci původně oddělili od zbylých conchifer ve společné linii s hlavonožci.
Ostatní měkkýši, tj. Conchifera bez přílipkovců, spadají do společného kladu označovaného Ganglioneura či Ganglionata (v širším smyslu). V něm mají pravděpodobně bazální postavení hlavonožci, a také o společném předku se předpokládá, že měl dobře vyvinutou hlavu , u mlžů a kelnatek redukovanou až druhotně. Preference klesají u konkurenčních hypotéz připisujícím hlavonožcům přirozené seskupení s plži (Cyrtosoma, též Rhacopoda/Visceroconcha), s mlži či s kelnatkami. 
Zbytek (Megalopodifera, též Ganglionata v užším smyslu) sjednocují znaky jako veligerová larva (ačkoli larvy přílipkovců jsou dosud zcela neznámé), tělo, které se může stáhnout do ulity, snížení počtu svalů pro stahy nohy a velká noha přesahující ulitu.
V představách o jeho členění má silnou podporu přirozenost seskupení mlžů a kelnatek (Diasoma, též Ancyropoda/Loboconcha);  jeho sesterskou skupinou nebo předchůdcem by mohly být vyhynulé rostrokonchy vyznačující se kombinací znaků z obou recentních tříd (ale vzhledem k ranějšímu fosilnímu záznamu než u plžů mohou mít bazálnější postavení v Conchifera). Není však spolehlivě vyloučeno ani konkurenční přirozené seskupení kelnatek a plžů, do pozadí však ustupuje starší hypotéza přirozeného seskupení plžů a mlžů (Pleistomollusca). 
Fylogenetický strom měkkýšů tak podle současných (r. 2025) představ vypadá nejpravděpodobněji takto:

| Aplacophora (červovci) | \| \| Solenogastres (rýhonožky) \| \| \| \| \| \| Caudofoveata (červovky) \| \| \| \| |
|                        | \| \| Solenogastres (rýhonožky) \| \| \| \| \| \| Caudofoveata (červovky) \| \| \| \| |
|                        | Polyplacophora (štítkonošci)                                                          |
|                        |                                                                                       |
|                        | Solenogastres (rýhonožky)                                                             |
|                        |                                                                                       |
|                        | Caudofoveata (červovky)                                                               |
|                        |                                                                                       |

|  | Solenogastres (rýhonožky) |
|  |                           |
|  | Caudofoveata (červovky)   |
|  |                           |

|         | Gastropoda (plži)                                                         |
|         |                                                                           |
| Diasoma | \| \| Bivalvia (mlži) \| \| \| \| \| \| Scaphopoda (kelnatky) \| \| \| \| |
|         | \| \| Bivalvia (mlži) \| \| \| \| \| \| Scaphopoda (kelnatky) \| \| \| \| |
| ?       | †Rostroconchia (rostrokonchy)                                             |
|         | †Rostroconchia (rostrokonchy)                                             |
|         | Bivalvia (mlži)                                                           |
|         |                                                                           |
|         | Scaphopoda (kelnatky)                                                     |
|         |                                                                           |

|  | Bivalvia (mlži)       |
|  |                       |
|  | Scaphopoda (kelnatky) |
|  |                       |

|         | Gastropoda (plži)                                                         |
|         |                                                                           |
| Diasoma | \| \| Bivalvia (mlži) \| \| \| \| \| \| Scaphopoda (kelnatky) \| \| \| \| |
|         | \| \| Bivalvia (mlži) \| \| \| \| \| \| Scaphopoda (kelnatky) \| \| \| \| |
| ?       | †Rostroconchia (rostrokonchy)                                             |
|         | †Rostroconchia (rostrokonchy)                                             |
|         | Bivalvia (mlži)                                                           |
|         |                                                                           |
|         | Scaphopoda (kelnatky)                                                     |
|         |                                                                           |

|  | Bivalvia (mlži)       |
|  |                       |
|  | Scaphopoda (kelnatky) |
|  |                       |

|         | Gastropoda (plži)                                                         |
|         |                                                                           |
| Diasoma | \| \| Bivalvia (mlži) \| \| \| \| \| \| Scaphopoda (kelnatky) \| \| \| \| |
|         | \| \| Bivalvia (mlži) \| \| \| \| \| \| Scaphopoda (kelnatky) \| \| \| \| |
| ?       | †Rostroconchia (rostrokonchy)                                             |
|         | †Rostroconchia (rostrokonchy)                                             |
|         | Bivalvia (mlži)                                                           |
|         |                                                                           |
|         | Scaphopoda (kelnatky)                                                     |
|         |                                                                           |

|  | Bivalvia (mlži)       |
|  |                       |
|  | Scaphopoda (kelnatky) |
|  |                       |

|         | Gastropoda (plži)                                                         |
|         |                                                                           |
| Diasoma | \| \| Bivalvia (mlži) \| \| \| \| \| \| Scaphopoda (kelnatky) \| \| \| \| |
|         | \| \| Bivalvia (mlži) \| \| \| \| \| \| Scaphopoda (kelnatky) \| \| \| \| |
| ?       | †Rostroconchia (rostrokonchy)                                             |
|         | †Rostroconchia (rostrokonchy)                                             |
|         | Bivalvia (mlži)                                                           |
|         |                                                                           |
|         | Scaphopoda (kelnatky)                                                     |
|         |                                                                           |

|  | Bivalvia (mlži)       |
|  |                       |
|  | Scaphopoda (kelnatky) |
|  |                       |

| Aplacophora (červovci) | \| \| Solenogastres (rýhonožky) \| \| \| \| \| \| Caudofoveata (červovky) \| \| \| \| |
|                        | \| \| Solenogastres (rýhonožky) \| \| \| \| \| \| Caudofoveata (červovky) \| \| \| \| |
|                        | Polyplacophora (štítkonošci)                                                          |
|                        |                                                                                       |
|                        | Solenogastres (rýhonožky)                                                             |
|                        |                                                                                       |
|                        | Caudofoveata (červovky)                                                               |
|                        |                                                                                       |

|  | Solenogastres (rýhonožky) |
|  |                           |
|  | Caudofoveata (červovky)   |
|  |                           |

|         | Gastropoda (plži)                                                         |
|         |                                                                           |
| Diasoma | \| \| Bivalvia (mlži) \| \| \| \| \| \| Scaphopoda (kelnatky) \| \| \| \| |
|         | \| \| Bivalvia (mlži) \| \| \| \| \| \| Scaphopoda (kelnatky) \| \| \| \| |
| ?       | †Rostroconchia (rostrokonchy)                                             |
|         | †Rostroconchia (rostrokonchy)                                             |
|         | Bivalvia (mlži)                                                           |
|         |                                                                           |
|         | Scaphopoda (kelnatky)                                                     |
|         |                                                                           |

|  | Bivalvia (mlži)       |
|  |                       |
|  | Scaphopoda (kelnatky) |
|  |                       |

|         | Gastropoda (plži)                                                         |
|         |                                                                           |
| Diasoma | \| \| Bivalvia (mlži) \| \| \| \| \| \| Scaphopoda (kelnatky) \| \| \| \| |
|         | \| \| Bivalvia (mlži) \| \| \| \| \| \| Scaphopoda (kelnatky) \| \| \| \| |
| ?       | †Rostroconchia (rostrokonchy)                                             |
|         | †Rostroconchia (rostrokonchy)                                             |
|         | Bivalvia (mlži)                                                           |
|         |                                                                           |
|         | Scaphopoda (kelnatky)                                                     |
|         |                                                                           |

|  | Bivalvia (mlži)       |
|  |                       |
|  | Scaphopoda (kelnatky) |
|  |                       |

|         | Gastropoda (plži)                                                         |
|         |                                                                           |
| Diasoma | \| \| Bivalvia (mlži) \| \| \| \| \| \| Scaphopoda (kelnatky) \| \| \| \| |
|         | \| \| Bivalvia (mlži) \| \| \| \| \| \| Scaphopoda (kelnatky) \| \| \| \| |
| ?       | †Rostroconchia (rostrokonchy)                                             |
|         | †Rostroconchia (rostrokonchy)                                             |
|         | Bivalvia (mlži)                                                           |
|         |                                                                           |
|         | Scaphopoda (kelnatky)                                                     |
|         |                                                                           |

|  | Bivalvia (mlži)       |
|  |                       |
|  | Scaphopoda (kelnatky) |
|  |                       |

|         | Gastropoda (plži)                                                         |
|         |                                                                           |
| Diasoma | \| \| Bivalvia (mlži) \| \| \| \| \| \| Scaphopoda (kelnatky) \| \| \| \| |
|         | \| \| Bivalvia (mlži) \| \| \| \| \| \| Scaphopoda (kelnatky) \| \| \| \| |
| ?       | †Rostroconchia (rostrokonchy)                                             |
|         | †Rostroconchia (rostrokonchy)                                             |
|         | Bivalvia (mlži)                                                           |
|         |                                                                           |
|         | Scaphopoda (kelnatky)                                                     |
|         |                                                                           |

|  | Bivalvia (mlži)       |
|  |                       |
|  | Scaphopoda (kelnatky) |
|  |                       |

Vedle výše popsané topologie vývojového stromu poskytují nové fylogenetické analýzy současnou (rok 2025) představu o společném předku všech měkkýšů. Na jejich základě lze usuzovat, že předchůdce měkkýšů měl pevnou hřbetní schránku, nohu, mnohočetné dorzálně-ventrální a šikmé svaly stahovačů nohy, radulu a ještě neměl oči.

### Vnější fylogenetické vztahy
Vnější fylogeneze měkkýšů je dosud nedostatečně vyjasněná stejně jako příbuzenské vztahy dalších kmenů prvoústých živočichů v rámci kladu Spiralia. V něm jsou měkkýši klasifikováni coby zástupci kladu Lophotrochozoa. Rozsah kladu Lophotrochozoa se mezi autory analýz značně různí, ovšem již ze své definice vždy zahrnuje měkkýše.
Bližší příbuzenské vztahy zůstávají taktéž kontroverzní a nestabilní. Měkkýši patří spolu s kroužkovci a pásnicemi do skupiny Trochozoa, není však jasné, zda jde o klad (monofyletický taxon). V jejím rámci mohou být měkkýšům příbuznější některé další méně početné kmeny (Phoronida, Brachiopoda, Entoprocta, Cycliophora). Podle jedné hypotézy jsou snad měkkýši skupina příbuzná vůči chapadlovkám (Phoronida) a ramenonožcům (Brachiopoda), tj. kladu Brachiozoa, což do jisté míry naznačují morfologická, molekulární i fosilní data. Na podobném pohledu však nepanuje konsensus a například Marlétaz & kol. (2019) pro změnu podpořili klad Tetraneuralia, v rámci něhož mají být měkkýši spřízněni naopak s mechovnatci (Entoprocta). Molekulární fylogenetika však alespoň vyvrátila některé starší hypotézy, z nichž lze jmenovat zvažovaný blízký příbuzenský vztah měkkýšů vůči sumýšovcům (Sipuncula) – ačkoli byli původně pokládáni za samostatný kmen, jde o vysoce modifikované kroužkovce.
|  | Gastrotricha    |
|  |                 |
|  | Platyhelminthes |
|  |                 |

|  | Phoronida                                               |
|  |                                                         |
|  | \| \| Bryozoa \| \| \| \| \| \| Brachiopoda \| \| \| \| |
|  |                                                         |
|  | Bryozoa                                                 |
|  |                                                         |
|  | Brachiopoda                                             |
|  |                                                         |

|  | Bryozoa     |
|  |             |
|  | Brachiopoda |
|  |             |

|  | Phoronida                                               |
|  |                                                         |
|  | \| \| Bryozoa \| \| \| \| \| \| Brachiopoda \| \| \| \| |
|  |                                                         |
|  | Bryozoa                                                 |
|  |                                                         |
|  | Brachiopoda                                             |
|  |                                                         |

|  | Bryozoa     |
|  |             |
|  | Brachiopoda |
|  |             |

|  | Gastrotricha    |
|  |                 |
|  | Platyhelminthes |
|  |                 |

|  | Phoronida                                               |
|  |                                                         |
|  | \| \| Bryozoa \| \| \| \| \| \| Brachiopoda \| \| \| \| |
|  |                                                         |
|  | Bryozoa                                                 |
|  |                                                         |
|  | Brachiopoda                                             |
|  |                                                         |

|  | Bryozoa     |
|  |             |
|  | Brachiopoda |
|  |             |

|  | Phoronida                                               |
|  |                                                         |
|  | \| \| Bryozoa \| \| \| \| \| \| Brachiopoda \| \| \| \| |
|  |                                                         |
|  | Bryozoa                                                 |
|  |                                                         |
|  | Brachiopoda                                             |
|  |                                                         |

|  | Bryozoa     |
|  |             |
|  | Brachiopoda |
|  |             |

|  | Gastrotricha    |
|  |                 |
|  | Platyhelminthes |
|  |                 |

|  | Phoronida                                               |
|  |                                                         |
|  | \| \| Bryozoa \| \| \| \| \| \| Brachiopoda \| \| \| \| |
|  |                                                         |
|  | Bryozoa                                                 |
|  |                                                         |
|  | Brachiopoda                                             |
|  |                                                         |

|  | Bryozoa     |
|  |             |
|  | Brachiopoda |
|  |             |

|  | Phoronida                                               |
|  |                                                         |
|  | \| \| Bryozoa \| \| \| \| \| \| Brachiopoda \| \| \| \| |
|  |                                                         |
|  | Bryozoa                                                 |
|  |                                                         |
|  | Brachiopoda                                             |
|  |                                                         |

|  | Bryozoa     |
|  |             |
|  | Brachiopoda |
|  |             |

|  | Gastrotricha    |
|  |                 |
|  | Platyhelminthes |
|  |                 |

|  | Phoronida                                               |
|  |                                                         |
|  | \| \| Bryozoa \| \| \| \| \| \| Brachiopoda \| \| \| \| |
|  |                                                         |
|  | Bryozoa                                                 |
|  |                                                         |
|  | Brachiopoda                                             |
|  |                                                         |

|  | Bryozoa     |
|  |             |
|  | Brachiopoda |
|  |             |

|  | Phoronida                                               |
|  |                                                         |
|  | \| \| Bryozoa \| \| \| \| \| \| Brachiopoda \| \| \| \| |
|  |                                                         |
|  | Bryozoa                                                 |
|  |                                                         |
|  | Brachiopoda                                             |
|  |                                                         |

|  | Bryozoa     |
|  |             |
|  | Brachiopoda |
|  |             |

## Význam měkkýšů
- Někteří měkkýši jsou významní zemědělští škůdci. Mezi škodlivé plže patří např. plzák španělský. Přípravky na hubení měkkýšů jsou moluskocidy.
- Někteří měkkýši jsou invazní druhy (a často jsou zároveň také škůdci).
- Mořští měkkýši – zejména hlavonožci (sépie, kalmaři) a mlži (ústřice) slouží jako potrava člověka.
- Perlorodky a další mlži produkují perly.

- Některé druhy měkkýšů jsou chráněné zákonem.